# جین آدامز
جین آدامز (انگلیسی: Jane Addams)؛ (۶ دسامبر ۱۸۶۰-۲۱ می ۱۹۳۵) فعال و مددکار اجتماعی، فیلسوف عمومی،  جامعه‌شناس و نویسنده آمریکایی بود. وی که به عنوان یکی از فعالان جنبش حق رای زنان در آمریکا شناخته شده است در عصر ترقی‌خواهی که رئیس‌جمهورهایی مانند تئودور روزولت و توماس وودرو ویلسون خود به‌عنوان افراد اصلاح طلب و فعالان اجتماعی شناخته می‌شدند یکی از برجسته‏‌ترین اصلاح طلبان بود.

## زندگی
جین سال ۱۸۶۰ در ایالت ایلینویز زاده شده در سال ۱۸۷۷ با بی میلی به مدرسه دینی دخترانه راکفورد وارد شد؛ در این دوره زنان، به تازگی امکان یافته بودند که در کالج تحصیل کنند اما در این زمان این کالج‌ها مدرک دانشگاهی صادر نمی‌کرد. او در ایالات متحده آمریکا فعالیت‌هایی مرتبط با مادران، نیازهای کودکان، بهداشت عمومی، و صلح جهانی انجام داد. در مقاله خود «استفاده از زنان در اداره و حکومت شهر»، جین ارتباط بین کار دولت و خانواده را ذکر کرد، او گفته‌است که بسیاری از ادارات دولتی مانند بهداشت و آموزش و پرورش کودکان می‌تواند به نقش زنان در حوزه خصوصی معطوف شود. به این ترتیب، این مسائلی بود که زنان بیشتر از مردان می‌دانستند، بنابراین زنان برای رأی دادن بیشتر به نظرات خود نیاز داشتند.
 جین ادامز در دهه ۱۸۸۰ مجدداً به اروپا و لندن سفر کرد و لندن به او برای کار انگیزه داد. آنچه در وهله نخست توجه او را جلب کرد، فساد و تباهی در شهر لندن بود که نمونه‌های آن عبارت بودند از: روسپیان، معتادان به الکل، کودکان افلیج و … بود. آدامز در لندن همچنین اقامتگاهی برای مستمندان یافت، با نام توینبی هال، که با اهدای پول، خوراک، پوشاک و اقلام دیگر به آنان کمک می‌کرد. فکر ایجاد چنین جایی در آمریکا در سرش شکل گرفت و از این راه بود که مهمترین کمک خود را به پیشرفت جامعه کرد. در سال ۱۸۸۹، جین آدامز و الن گیتز استار در خیابان هالستد که منطقه سکونت کارگران بود یک طبقه یک خانه سابقاً مجلل را اجاره کرده، آنرا مجزا نموده و از آن برای خدمت رسانی و مراقبت از مهاجرین تازه از راه رسیده استفاده کردند. آنها به یاد صاحب اولیه خانه چالز هال که از میلیونرهای شیکاگو بود آن را «هال هاوس» نامیدند .
مهم‌ترین کمک وی به جامعه‌شناسی، مستقیماً به تجربیاتش در «هاول هاوس» مربوط می‌شود. موضوعات جامعه‌شناسی عنوان شده درمورد تعاون و رشد بالنده، شالوده آثار مهم وی را تشکیل می‌دهند. بینش جامعه شناختی وی دربارهٔ جامعه متضمن آن است که مردم یاد بگیرند تفاوت‌های یکدیگر را تحمل کرده و بپذیرند.
او گفته که اگر قرار است زنان مسئول تمیز کردن جوامع خود و ایجاد مکان‌های بهتر برای زندگی باشند، باید بتوانند به‌طور فعال‌تری در رای دادن نیز شرکت کنند. آدامز یک الگو برای زنان طبقه متوسط بود که داوطلبانه درصدد رشد جوامع خود برآمد و به تلاش و کوشش پرداخت. او به‌طور فزاینده‌ای به عنوان عضو مکتب فلسفه پراگماتیست آمریکایی شناخته می‌شود، و توسط بسیاری به عنوان اولین زن «فیلسوف عمومی در تاریخ ایالات متحده» شناخته شده‌است.
در سال ۱۸۸۹ او «هاوس هال» را تأسیس کرد و در سال ۱۹۲۰ یکی از بنیانگذاران اتحادیه آزادی‌های شهروندی آمریکا (ACLU) بود.
در سال ۱۹۳۱ او نخستین زن آمریکایی بود که جایزه صلح نوبل به او اهدا شد و به عنوان بنیانگذار مددکاری اجتماعی در ایالات متحده شناخته شد.